# (34811) 2001 ST108
2001 ST108 (asteroide 34811) é um asteroide da cintura principal. Possui uma excentricidade de 0.11250300 e uma inclinação de 14.27668º.
Este asteroide foi descoberto no dia 20 de setembro de 2001 por LINEAR em Socorro.